# Теодор Сулименко
Теодор (Федір) Сулименко (*д/н —1685) — український політичний та військовий діяч, гетьман так званої ханської України у 1684–1685 роках. Мав прізвисько Сулимка.

## Життєпис
Про місце і дату народження немає відомостей. Також відсутні дані стосовно соціального стану Сулименка. Ймовірно він зумів себе проявити у війську Юрія Хмельницького, був помітним козацьким ватажком (мав звання полковника). Потім служив у Стефана Куницького. У грудні 1683 року, під час походу козацького війська на Молдавію, він на чолі декількох сотень здійснив самовільний напад на землі Волоського князівства. Побоюючись арешту, почав діяти самостійно, але невдовзі був захоплений у полон татарами. Його відвезли до бейлербея у Кам'янець-Подільський, де він визнав протекцію османського султана.
Улітку 1684 року, після витіснення з Правобережжя молдавського господаря Георге Дуки та його наказного гетьмана Я. Драгинича, султан Мехмед IV за пропозицією хана Селіма I проголосив новим гетьманом «турецької» частини (відповідно до Журавненського і Бахчисарайського договорів) Правобережної України Теодора Сулименка.
Він почав здійснювати свою діяльність з території лівобережного Придністров'я, а його резиденцією став Ягорлик. Основну підтримку надало Кримське ханство. Найголовнішим завданням новопроголошеного гетьмана стало повернення цієї правобережної столиці для потреб султана, з огляду на її вигідне географічне розташування. Його першою дією на новій посаді була відсилка послів до начальника Немирівського гарнізону, призначеного гетьманом «його королівської милості» Андрієм Могилою. Ті повинні були запропонувати «польським» козакам добровільно здатися. Однак після прибуття до Немирова їх відразу ж було страчено за наказом Могили.
У листопаді 1684 року Сулименко разом із 6-тисячним татарським військом сина хана Селім-Гірея І та яничарським підрозділом близько трьох тижнів намагався відбити Немирівську фортецю у гетьмана Адрія Могили. Одночасно «турецько-татарський» гетьман розповсюджував серед населення універсали, в яких закликав підкорятися своїй владі на основі того, що султан і хан надали йому право володіти Правобережною Україною. У них відзначалося, що хто виступить проти нього, того буде скарано, а майно «бунтівників» конфісковано. Деякі правобережні села й містечка, побоюючись османсько-татарської загрози, стали визнавати зверхність Сулименка. Навіть серед населення Немирова існувала непевність у розв'язанні питання, якому ж гетьману слід підкорятися. Однак Сулименко, попри допомогу османських і татарських підрозділів, так і не зміг захопити Немирів.
У 1685 році загони Сулименка знову робили спроби захопити правобережну козацьку столицю, а також інший центр козацького устрою — Брацлав. Однак восени вони були розбиті 4-тисячним військом Могили у Ягорлику. Більшість козаків, які підкорялися Сулименку (всього на той час у його підпорядкуванні було близько 1200 козаків), перейшли на бік Могили, віддавши йому «корогви, бубни та інші клейноди турецькі». Сам гетьман був схоплений і відправлений у подарунок королеві Речі Посполитої Яну III Собеському до Яворова, де і був страчений. Навіть німецька газета «Leipcig Post» в інформації від 1 жовтня дала щодо цього відповідне повідомлення.